# Ivan Dřímal
Ivan Dřímal (6. října 1936, Kroměříž – 15. listopadu 2016, Brno) byl moravský politik.

## Život a kariéra
Vystudoval gymnázium v Přerově a fakultu strojního inženýrství Vysokého učení technického v Brně. Od roku 1965 pracoval na ředitelství Závodů všeobecného strojírenství v Brně, odkud byl za své protikomunistické názory v roce 1971 propuštěn. Poté pracoval v První brněnské strojírně Brno.
Byl ženatý a měl dceru a syna.

## Politická činnost
Po listopadu 1989 se stal mluvčím Občanského fóra v První brněnské strojírně. Byl kooptován do brněnského městského národního výboru za národní socialisty. V červnu 1990 kandidoval do parlamentu za Hnutí za občanskou svobodu, které však ve volbách neuspělo.
16. prosince 1990 byl na prvním sjezdu Moravské národní strany zvolen předsedou strany. V komunálních volbách v listopadu 1994 byl zvolen zastupitelem do zastupitelstva města Brna. 5. dubna 1997 proběhl slučovací sjezd Českomoravské unie středu a Moravské národní strany, vznikla Moravská demokratická strana. Ivan Dřímal se stal jejím předsedou. Za tuto stranu byl v komunálních volbách v listopadu 1998 opět zvolen do zastupitelstva města Brna.
V roce 2002 byl podmíněně odsouzen za trestný čin podvodu – údajně nechal natisknout letáky s vědomím, že na zaplacení nemá prostředky.
V roce 2005 na sjezdu Moravské demokratické strany vystoupil ze strany.